# Rhynchosia glabra
Rhynchosia glabra là một loài thực vật có hoa trong họ Đậu. Loài này được (Spreng.) DC. miêu tả khoa học đầu tiên năm 1825.